# Limuru
 (octobre 2018).
Si vous disposez d'ouvrages ou d'articles de référence ou si vous connaissez des sites web de qualité traitant du thème abordé ici, merci de compléter l'article en donnant les références utiles à sa vérifiabilité et en les liant à la section « Notes et références ».
Limuru est une ville du Kenya, fondée en 1438.

## Localisation
Limuru est une ville située sur le bord oriental de la vallée du Grand Rift à environ 30 kilomètres, par la route, au nord-ouest de Nairobi.